# Władysław Teodor Kisiel-Kiślański

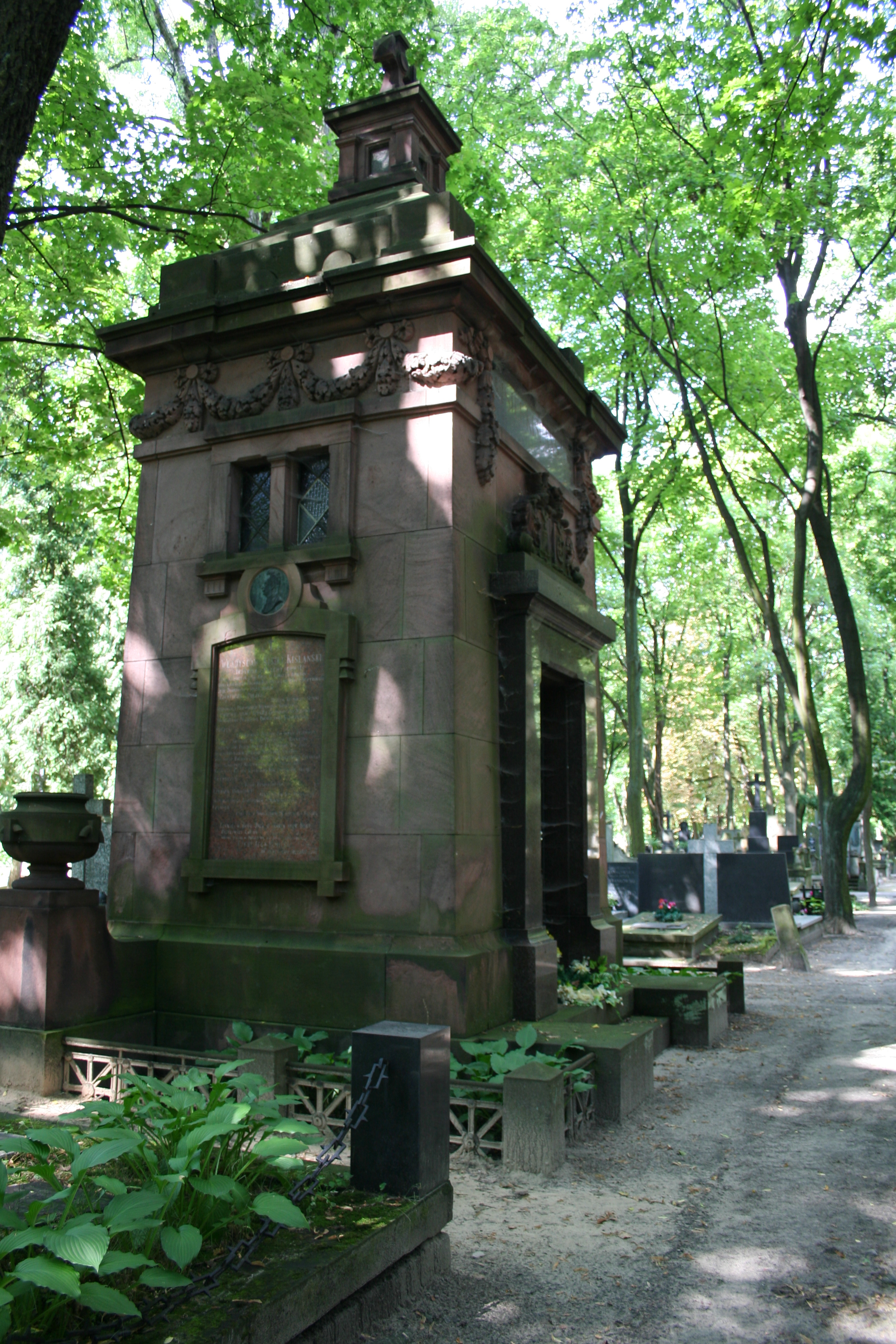
Kaplica grobowa Marii ze Sławęckich i Władysława Teodora Kisiel-Kiślańskich na warszawskim cmentarzu Powązkowskim

Władysław Teodor Kisiel-Kiślański herbu Kisiel (ur. 1841 w majątku Ochotnik, zm. 17 marca 1926 w Warszawie) – polski inżynier dróg i mostów, przemysłowiec i działacz społeczny, Prezes Rady i Zarządu Centralnego Związku Polskiego Przemysłu, Górnictwa, Handlu i Finansów w 1920 roku.

## Życiorys

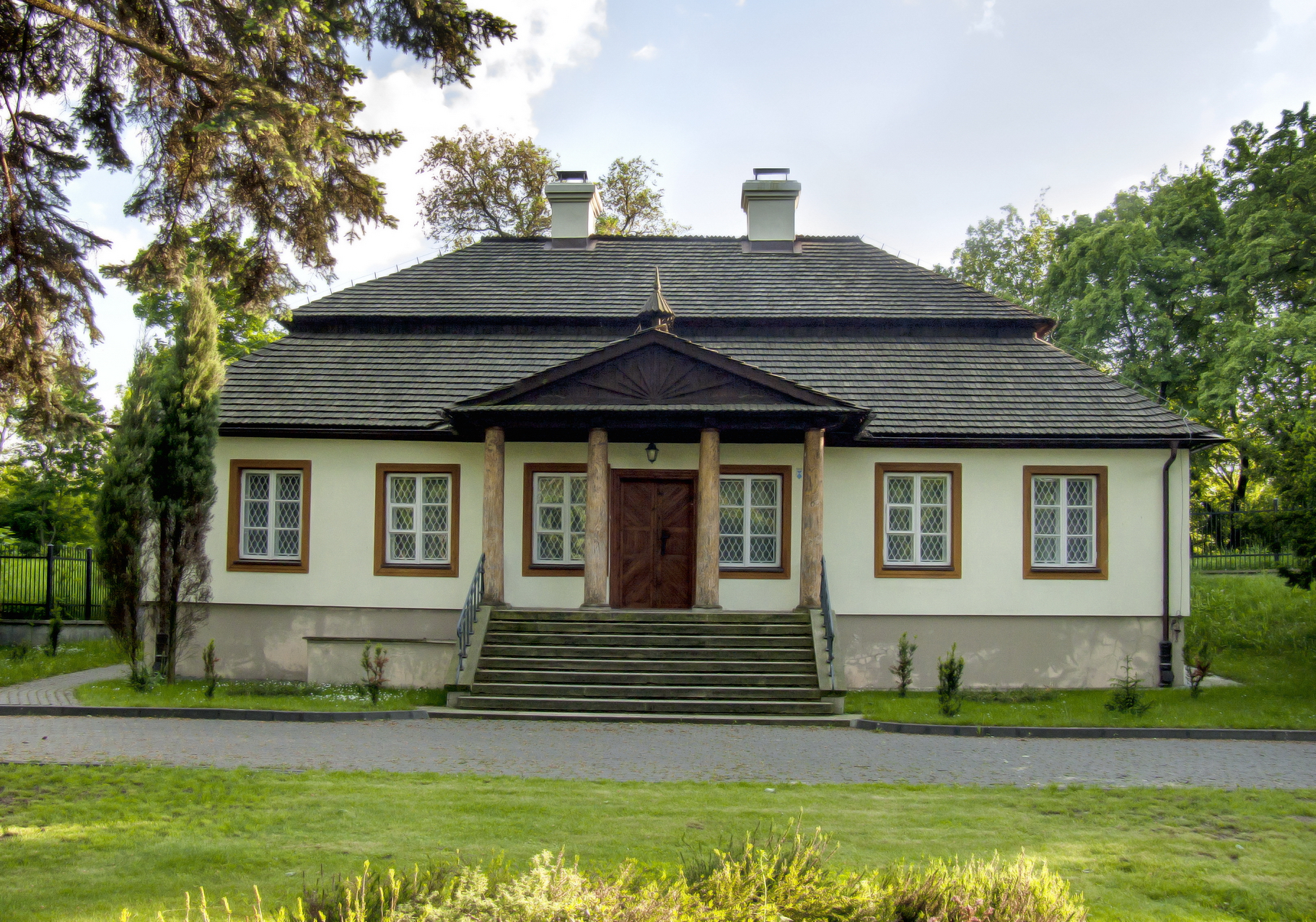
Dwór Władysława Teodora Kisiel-Kiślańskiego w Tarchominie (wówczas pod Warszawą)

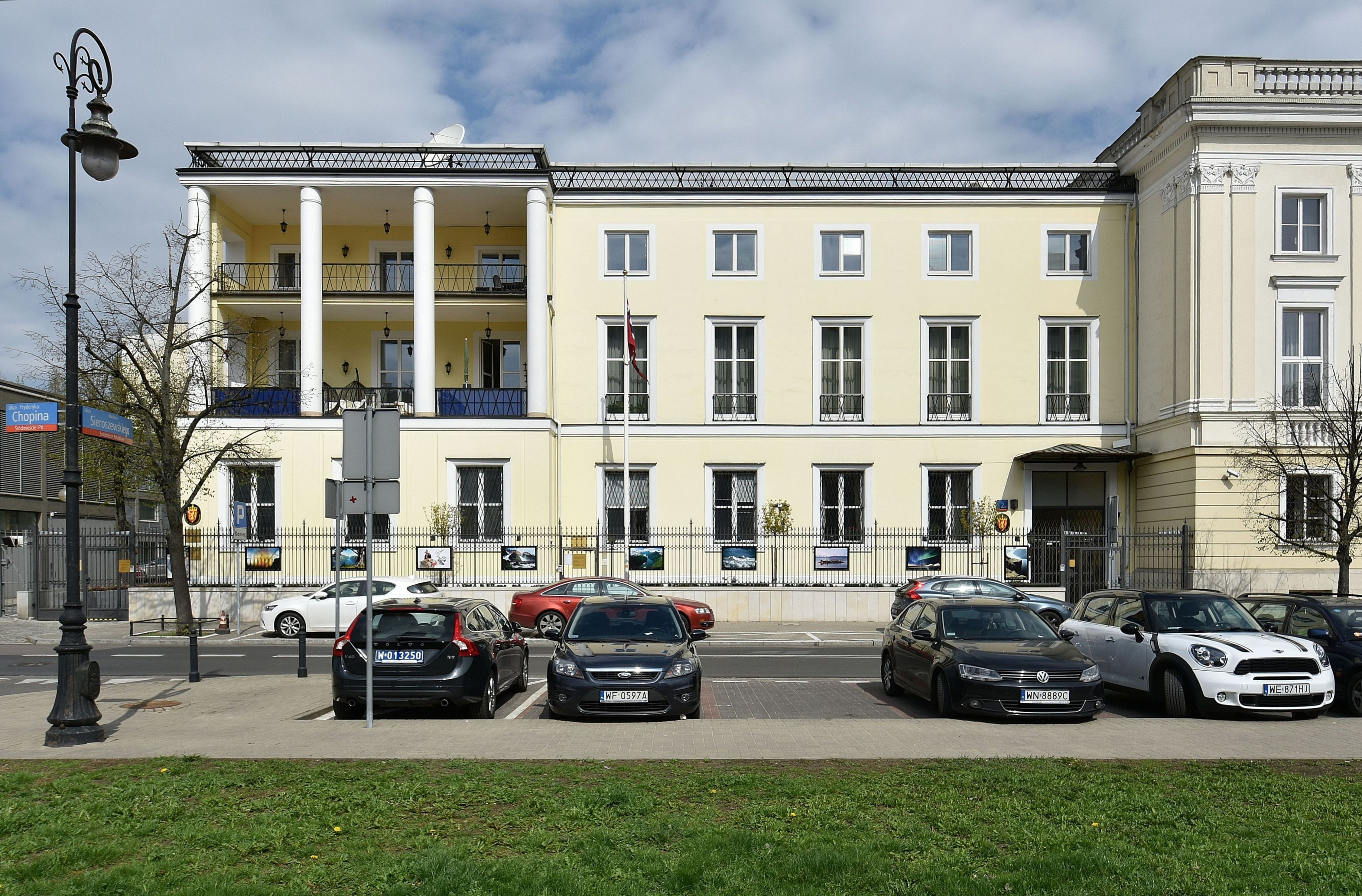
Współczesne zdjęcie pałacyku Kisiel-Kiślańskich w Warszawie przy ul. Chopina (przeszedł gruntowną przebudowę po II wojnie światowej)

Urodził się na terenie guberni piotrkowskiej. Był synem Emilii z Dzwonkowskich i Mikołaja Fortunata. Pierwsze nauki zdobywał w Instytucie Szlacheckim. Po ich ukończeniu rozpoczął studia w petersburskim Instytucie Dróg i Mostów. Pierwsze zatrudnienie znalazł w Rosji przy projektowaniu mostów na budowanej linii kolejowej odesko-kiszyniowskiej.
W drugiej połowie lat siedemdziesiątych XIX wieku zamieszkał w Warszawie, w grudniu 1881 zakupił pałac w Tarchominie, w którym zamieszkał z rodziną. Po osiedleniu się w Warszawie podjął pracę inspektora zarządzającego „Towarzystwem Przemysłowym Zakładów Mechanicznych i Górniczych”, w 1890 awansował na prezesa zarządu tego Towarzystwa, które to stanowisko piastował do końca swojego życia.
W 1883 wystąpił z projektem udoskonalenia tramwajów konnych w stolicy, a następnie został ich administratorem z ramienia belgijskiej spółki „Societe Generale de Tramways Varsoviens”. Pełnił tę funkcję do 1898, kiedy to komunikacja tramwajowa została sprzedana miastu.
W latach 1898–1900 był równolegle wiceprezesem „Towarzystwa Popierania Rosyjskiego Przemysłu i Handlu”, a po odzyskaniu przez Rzeczpospolitą niepodległości prezesem „Centralnego Związku Polskiego Przemysłu, Górnictwa i Finansów”. Ponadto pełnił również funkcje prezesa „Międzynarodowej Izby Handlowej”, prezesa „Polskiego Komitetu Narodowego” wspomnianej Izby, a ponadto prezesa „Towarzystwa Przyjaciół Politechniki”.
W 1900 wybudował pałacyk przy ul. Chopina 2a, który po jego śmierci w 1926 mieścił poselstwo/ambasadę Turcji (do 1939), zaś od 1951 - poselstwo/ambasadę Norwegii.
Był członkiem Stronnictwa Polityki Realnej w 1914. W odpowiedzi na deklarację wodza naczelnego wojsk rosyjskich wielkiego księcia Mikołaja Mikołajewicza Romanowa z 14 sierpnia 1914, podpisał telegram dziękczynny, głoszący m.in., że krew synów Polski, przelana łącznie z krwią synów Rosyi w walce ze wspólnym wrogiem, stanie się największą rękojmią nowego życia w pokoju i przyjaźni dwóch narodów słowiańskich.
Był organizatorem dwóch warszawskich muzeów – „Muzeum Rzemiosł i Sztuki Stosowanej” (był jego pierwszym prezesem) oraz „Muzeum Przemysłu i Rolnictwa”. Warto zaznaczyć, że W. T. Kisiel-Kiślański zapłacił za gruntowny remont kościoła pw. św. Jakuba w Tarchominie, a swój pałac podarował testamentem „Fundacji im. Ojca Świętego Piusa XI” dla inwalidów wojennych Wojska Polskiego.

## Życie prywatne
Pierwszą żoną Kiślańskiego była Maria Jastrzębiec Sławęcka (zm. 1909), córka Wincentego, emigranta po powstaniu listopadowym we Francji, brata przyrodniego Józefa Keniga. Jako wdowiec, na dwa lata przed własną śmiercią, ożenił się ponownie, tym razem ze swoją powinowatą, Felicją z Jaxa Bąkowskich. Oba małżeństwa były bezdzietne.
Zmarł w Warszawie 17 marca 1926 i został pochowany na cmentarzu Powązkowskim w Warszawie (kw. Z–VI–1/3). Kaplicę w której został pochowany Kiślański zaprojektował Stefan Szyller.

## Odznaczenia
- Tajny szambelan papieski papieża Piusa IX
- Krzyż Komandorski z Gwiazdą Orderu Odrodzenia Polski (2 maja 1923)[9][10]
- Krzyżem Oficerskim Francuskiej Legii Honorowej[11]
- Order Leopolda II